# Dallos Marinka
Dallos Marinka (Lőrinci, 1929. február 4. – Róma, 1992. december 10.) festőművész, műfordító.

## Életpályája és munkássága
Gyermekkorát és fiatalságát szüővárosában töltötte. 1949-ben, a kommunista ifjúság budapesti világtalálkozóján találkozott Gianni Toti (1924–2007) olasz költővel, akit a következő évben feleségül vett, és akivel Milánóban kezdte olasz életét. 1952-ben Marinka és Gianni Rómába költözött, és együtt fordítottak le sok magyar költőt, köztük József Attilát és Radnóti Miklóst. Az 1960-as évek elejétől fedezte fel művészi képességét. Marinka ecsetet ragadott, és sok kis olasz faluban megfordult festeni. Műveit sokáig nem mutatta meg senkinek, míg a barátok meg nem győzték. 1974-ben megalapította más római festőkkel – Amelia Pardo, Graziolina Rotunnó, Alfredo Ruggeri, Maria Vicentini – a "Romanif" csoportot. Kiállításról-kiállításra ment először olasz városokban, majd Párizsba, Budapestre és Nizzába.
Számos festményét Róma ihlette: a Campo de' Fiori csillogó élete, a teknősök szökőkútja, a Tiberi szellemei, a Trinità dei Monti, a fórumok és a központ sikátorai, de folyamatosan kísérték a vidéki világ emlékei, és szülőföldje színei. 1992. december 11-én bekövetkezett halála után férje neki szentelte a VideoPoemOpera Planetopolis-t. Ma festményei szétszóródtak az egész világon. Néhány találhatók múzeumokban, mások magángyűjteményekben vannak. Festménygyűjteményét a Via dei Giornalisti eredeti házából elosztották a La Casa Totiana székháza és a római Via Tevere-i Lante della Rovere Általános Iskola között. 2010 óta Dallos Marinka könyvtárát és archívumát a Lazio régió Levéltári és Bibliográfiai Felügyelősége "különös történelmi jelentőségű értékként" ismerte el. Dallos Marinkaés Gianni Toti könyvtárát, fotógyűjteményét és archívumát 2021 óta az olaszországi Alatri székhelyű Associazione Gottifredo őrzi és nyújt hozzáférést a korábban azt ápoló La Casa Totianához hasonló módon. Az Associazione Gottifredo őrzi a művészi életmű legnagyobb egységét.
A Dallos Marinka festői életműve című katalógus, Dénes Mirjam művészettörténész munkája 2019-ben jelent meg olasz és magyar nyelven.

## Kiállításai

### Egyéni
- 1970 Luzzara
- 1972, 1974, 1977 Róma
- 1977 Pavia
- 1980 Budapest
- 1985 Perbál, Kecskemét

### Válogatott, csoportos
- 1970, 1982 Budapest

## Díjai
- Nemzeti díj (1968)
- Párma város díja (1970)
- Abrogino ezüstdíj, Milánó (1974)
- Mursia-díj (1977)
- Trastevere-díj, Róma (1978)

## Fordítás
- Ez a szócikk részben vagy egészben  a   Marinka Dallos című olasz Wikipédia-szócikk ezen változatának fordításán alapul.  Az eredeti cikk szerkesztőit annak laptörténete sorolja fel. Ez a jelzés csupán a megfogalmazás eredetét és a szerzői jogokat jelzi, nem szolgál a cikkben szereplő információk forrásmegjelöléseként.